# 内卡河畔雷姆塞克
内卡河畔雷姆塞克（德語：Remseck am Neckar，發音：[ˈʁɛmsˌʔɛk ʔam ˈnɛkaʁ]）是德国巴登-符腾堡州斯图加特行政区路德维希堡县的城市，面积22.82平方千米，2023年12月31日人口为26,589人。

## 友好城市
- 法國 梅莱迪迈讷（1975年）
- 義大利 维戈-迪法萨（1997年）
- 羅馬尼亞 科德萊亞（2016年）